# 小路易斯·羅伯特
小路易斯·羅伯特·莫伊朗（西班牙語：Luis Robert Moirán Jr.，1997年8月3日—），為美國職棒大聯盟的外野手，目前效力於芝加哥白襪。他在2020年登上大聯盟。

## 古巴生涯
2015年，羅伯特代表古巴國家隊出戰U15世界棒球錦標賽。2013年到2015年間，羅伯特都在古巴職棒打球。2016年6月，他代表國家隊在美加職棒協會打球。

## 美職生涯

### 小聯盟
2016年11月，羅伯特從古巴叛逃到美國。2017年4月20日，羅伯特正式具備自由球員身分，但他在5月20日之後才能和球團簽約。
5月27日，白襪以2,600萬美元的簽約金延攬羅伯特。他在多明尼加夏季聯盟的打擊率為3成10，並敲出3轟與14分打點。2018年春訓，羅伯特在首次先發就擊出致勝滿貫砲。但他在這場比賽結束後就因為滑壘弄傷拇指，導致休息了近2個月。
2019年，羅伯特從高階1A出發，並在季中升上2A。這年他入選未來之星明星賽，並在7月11日升上3A。他在3A首戰就敲出雙響砲，打回7分打點。這年他敲出30轟與36盜，還擊出小聯盟最多的165支安打。

### 大聯盟

#### 2020年
7月2日，還未登上大聯盟的羅伯特就和白襪簽下6年5,000萬美元的合約。7月24日，羅伯特登上大聯盟，並在26日敲出大聯盟首轟。
8月份，羅伯特的打擊率為2成98，並敲出9轟與20分打點，還有3次盜壘成功。因此他順利獲選為美聯單月最佳新人，整季他的打擊率為2成33。他在外卡系列賽第三場敲出季後賽生涯首轟，同時也是白襪隊史季後賽最遠的全壘打。這年他拿下金手套獎，為白襪隊史第二位獲得此獎的新秀球員。在新人王票選上，羅伯特拿下第二名，僅次於水手的凱爾·路易士。

#### 2021年
這年羅伯特在5月2日前的打擊率為3成16，不過後來他右臀屈肌撕裂傷，因此他動了三個月的手術。5月27日，他進入60天傷兵名單。整季他的打擊率為3成38，並敲出13轟與43分打點。

## 外部連結
- 球員資訊和成績在MLB，ESPN，Baseball-Reference，Fangraphs（英文）